# Electronics Motor Reducer

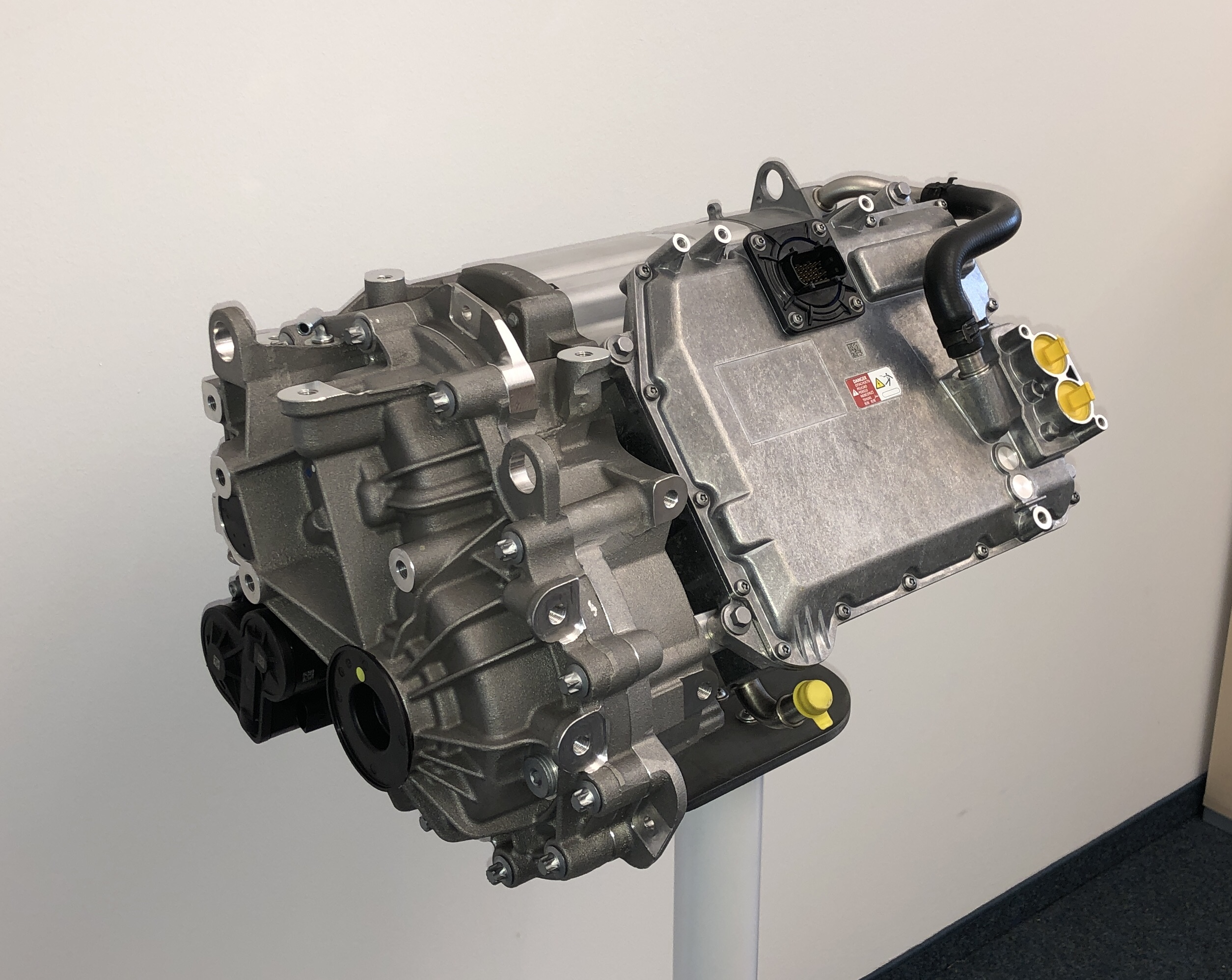
Integrierter Achsantrieb EMR3

EMR (Electronics Motor Reducer) ist die Modellbezeichnung für einen Fahrzeug-Elektroantrieb des deutschen Herstellers Schaeffler (ehemals Vitesco Technologies, ehemals Continental). Der EMR-Antrieb vereint Synchronmaschine, Reduktionsgetriebe, Parksperre (im Reduktionsgetriebe), Differential, und ab der EMR3 auch den Wechselrichter, in einer Einheit.

## Grundlegendes, Eigenschaften

### EMR1/2
Über die ersten beiden Generationen des EMR-Antriebs ist wenig bekannt. Die E-Maschine des EMR-Antriebs kann eine permanentmagneterregte Synchronmaschine oder eine extern erregten Synchronmaschine sein. Der EMR-Antrieb vereint Synchronmaschine, Reduktionsgetriebe, Parksperre (im Reduktionsgetriebe) und Differential in einer Eineit. Der EMR-Antrieb soll kurzzeitig eine Leistung bis zu 70 kW bieten. Das Dremoment von ca. 220 Nm wird bei einer Drehzahl zwischen 250 und ca. 2.500 Umdrehungen pro Minute erreicht. Hergestellt wurde der EMR-Antrieb von Continental. Zum Einsatz kommt der EMR-Antrieb seit 2012 bei Fahrzeugen des Herstellers Renault.

### EMR3
Die E-Maschine des EMR3-Antriebs ist eine permanentmagneterregte Synchronmaschine. Sie ist das Kernstück des zugehörigen integrierenden Elektroantriebsaggregats, welches Synchronmaschine, Reduktionsgetriebe, Parksperre (im Reduktionsgetriebe), Differential, und nun auch den Wechselrichter in einer Einheit mit einer Größe von 400 × 350 × 550 mm und einem Gesamtgewicht von 76 kg vereint. Der EMR3-Antrieb soll skalierbar sein und ein Leistungsspektrum von kurzzeitig bis zu 150 kW bieten. Die Dauerleistung wird mit 40 bis 70 kW angegeben. Das Dremoment von 270 Nm wird bei einer Drehzahl zwischen 0 und 4.000 Umdrehungen pro Minute erreicht. Die Standardübersetzung reduziert die Drehzahl im Verhältnis 9,3:1 und kann von 7,5 bis 12,5 reichen, ohne das Getriebegehäuse ändern zu müssen. Die maximale Drehzahl beträgt 14.000 Umdrehungen pro Minute und die maximale Stromstärke liegt bei 650 Ampere. Der EMR3-Antrieb kann beim Bremsen Energie zurückgewinnen (Rekuperation).
Entwickelt wurde der EMR3-Antrieb an verschiedenen Standorten von Vitesco Technologies in Regensburg, Nürnberg, Berlin, Shanghai und Tianjin.
Hergestellt wird er im chinesischen Werk in Tianjin. Zum Einsatz kommt der EMR3-Antrieb seit Juni 2019 bei Fahrzeugen der Hersteller Stellantis, Beijing Hyundai, Dongfeng, Hyundai Motor Company, Honda, Twike und Aptera Motors.

### EMR4
Die E-Maschine des EMR4-Antriebs kann eine permanentmagneterregte Synchronmaschine oder eine extern erregten Synchronmaschine sein. Wie der Vorgänger vereint der EMR4-Antrieb Synchronmaschine, Reduktionsgetriebe, Parksperre (im Reduktionsgetriebe), Differential und den Wechselrichter in einer Einheit und soll dabei bei gleicher Leistung 25 Prozent leichter und kleiner sein. Der Wechselrichter kann für 400 V oder 800 V ausgelegt werden. Der EMR4-Antrieb soll skalierbar sein und ein Leistungsspektrum von kurzzeitig bis zu 350 kW bieten. Das Dremoment von ca. 300 Nm wird bei einer Drehzahl zwischen 0 und ca. 6.000 Umdrehungen pro Minute erreicht. Die maximale Drehzahl beträgt ca. 15.000 Umdrehungen pro Minute.
Hergestellt wird er in einem südkoreanischen Werk in Icheon. Zum Einsatz kommt der EMR4-Antrieb seit November 2023 bei Fahrzeugen des Herstellers Hyundai Motor Company.

## Verwendung
Zum Einsatz kommt das Elektroantriebsaggregat (ab Produktionsmonat) unter anderem in folgenden Kraftfahrzeugmodellen:
| Antrieb | Datum   | Hersteller                 | Marke             | Model                  | Bemerkung     |
| ------- | ------- | -------------------------- | ----------------- | ---------------------- | ------------- |
| EMR1/2  | 2013/03 | Renault                    | Renault           | Zoe                    | Q90, Q210     |
| EMR1/2  | 2012    | Renault                    | Renault           | Fluence Z.E.           |               |
| EMR1/2  | 2012    | Renault                    | Renault           | Kangoo Z.E.            |               |
| EMR3    | 2019/06 | Stellantis                 | Opel              | Corsa-e                |               |
| EMR3    | 2020/06 | Stellantis                 | Opel              | Mokka-e                |               |
| EMR3    | 2019/06 | Stellantis                 | Peugeot           | e208                   |               |
| EMR3    | 2019/11 | Stellantis                 | Peugeot           | e-2008                 |               |
| EMR3    | 2020/09 | Stellantis                 | Citroën           | ë-C4                   |               |
| EMR3    | 2020/09 | Stellantis                 | DS Automobiles    | DS 3 Crossback E-Tense |               |
| EMR3    | 2020/06 | Dongfeng Motor Corporation | Dongfeng Fengshen | Yixuan                 | 120 kW        |
| EMR3    | 2019/12 | Beijing Hyundai            | Hyundai           | Lafesta                |               |
| EMR3    | 2019    | Hyundai Motor Company      | Hyundai           | Kona Elektro           |               |
| EMR3    | 2023/10 | Honda                      | Honda             | e:Ny1                  |               |
| EMR3    | 2023/10 | Twike                      | Twike             | TWIKE 5                |               |
| EMR3    | 2024/07 | Aptera Motors              | Aptera            | Aptera 3               |               |
| EMR4    | 2023/11 | Hyundai Motor Company      | Hyundai           | ?                      | 400 V, 160 kW |

## Technische Daten
| Antrieb | Leistung      | Drehmoment bei 1/min         | Höchstdrehzahl | Spannung      | Einführung |
| ------- | ------------- | ---------------------------- | -------------- | ------------- | ---------- |
| EMR1/2  | bis zu 70 kW  | 220 Nm bei 250 – 2.500 min−1 | 11.000 min−1   | 400 V         | 2011       |
| EMR3    | bis zu 150 kW | 270 Nm bei 0–4000 min−1      | 14.000 min−1   | 400 V         | 06/2019    |
| EMR4    | bis zu 350 kW | ~300 Nm bei 0 – 6000 min−1   | ~15.000 min−1  | 400 V / 800 V | 11/2023    |